# Iglesia de Santa María la Mayor (Estepa)
La iglesia de Santa María la Mayor de la Asunción, también denominada Iglesia de Santa María la Mayor y Matriz y de Santa María del Castillo, se encuentra en la localidad de Estepa (Provincia de Sevilla, España), en la cota más alta y en el más antiguo poblamiento de la ciudad. Fue establecida tras la conquista de la ciudad en 1240.

## Descripción
Posiblemente su primera edificación era de origen musulmán, y sobre ésta se construyó una iglesia gótica del siglo XIV, por la Orden de Santiago a la que Alfonso X confió la custodia de la localidad, que constaba de una sola nave con fuertes arcos transversales de perfil apuntado, de la que restan los dos primeros ámbitos comenzando por los pies de la Iglesia.
Entre los siglos XV al XVI se empezó la nueva edificación de una iglesia ampliándola tres naves con testero plano y cubiertas de bóvedas sexpartitas y estrelladas cuyos nervios arrancan de pilares de sección circular. La articulación de la obra nueva con la antigua es compleja no solo por las diferencias morfológicas sino por el leve cambio de orientación del eje que se dio a la obra nueva. Junto a la cabecera, en el lado de la Epístola, se realizó un espacio de forma aproximadamente cuadrado que fue destinado a sacristía y en la actualidad es tránsito para acceder a la nueva sacristía que se construyó en el siglo XVIII adosada a la cabecera.
En el último tramo de la nave central se sitúa el coro con la tribuna del órgano y en la zona de los pies se encuentran la que fue capilla bautismal, de planta rectangular, cerrada con reja de forja,se encuentran también las dependencias que sirvieron de vivienda al sacristán y la torre, levantada entre 1894 y 1896.

### Exterior
En el exterior esta torre de estilo historicista es elemento destacado visualmente. Se sitúa a los pies en el lado del Evangelio y es de planta cuadrada, con basamento de piedra, caña de ladrillo subdividida por cuatro bandas horizontales, campanario y otro cuerpo de planta octogonal, rematados por chapitel también de sección octogonal.
Puesto que la iglesia nueva no se terminó, la portada de los pies no llegó a ejecutarse y ese ingreso consta de un sencillo vano de medio punto enmarcado por alfiz; igualmente es de gran sencillez la puerta del lado del Evangelio. En ese costado norte destacan los contrafuertes y un torreón cilíndrico cubierto por tejado cónico que alberga una escalera de caracol de cuidada fábrica.
El exterior del presbiterio ofrece contrafuertes en esviaje y presenta el cuerpo rectangular de la sacristía. Sobre el tejado de la sacristía emerge un cuerpo cilíndrico que alberga la escalera que conectaba la antigua sacristía con una dependencia ubicada sobre ella.
El sobrio aspecto de iglesia fortaleza de Santa María continúa en la fachada del lado de la Epístola, que no tiene actualmente acceso, y repite una secuencia de contrafuertes con vanos en la parte superior.

### Retablo
En 1578, visto el estado de deterioro en que se encontraba el antiguo retablo mayor, el Consejo de Estepa acordó su sustitución. En 1583 se contrató la construcción del nuevo por el escultor jiennense Andrés de Ocampo, abonándosele 1.050 ducados por el trabajo.
La estructura arquitectónica responde al estilo de retablo romanista y anticipa el estilo que mostraría Ocampo nueve años después en el Monasterio de Santa Marta de Córdoba y algún tiempo más tarde en la iglesia de Santa María en la localidad gaditana de Arcos de la Frontera.